# Cyathea mertensiana
Cyathea mertensiana är en ormbunkeart som först beskrevs av Kze., och fick sitt nu gällande namn av Edwin Bingham Copeland. Cyathea mertensiana ingår i släktet Cyathea och familjen Cyatheaceae. Inga underarter finns listade.